# 290-й окремий мотострілецький полк оперативного призначення ВВ МВС (СРСР)
290-й окремий мотострілецький Новоросійський Червонопрапорний полк оперативного призначення імені Ленінського комсомолу ВВ МВС СРСР (290 мсп оп вв МВС, в/ч 3217) — частина оперативного призначення ВВ МВС СРСР.

## Історія
Полк було сформовано у квітні 1942 року, в Краснодарському краї, як 290 стрілецький полк НКВС СРСР (п/п 13211)
- 10-16 вересня 1943 року — військова частина брала участь у Новоросійській операції, за що йому було присвоєно почесне найменування «Новоросійський» (16 вересня 1943 р.).
- 1943—1945 роки — полк виконує завдання з ліквідації ворожих елементів на визволених від німецьких військ територіях.
- 1945 рік — полк забезпечує роботу Ялтинської конференції держав антигітлерівської коаліції.
- 24 листопада 1945 року — полк передислоковано до м. Києва, де особовий склад виконував функції, притаманні внутрішнім військам (боротьба з бандитизмом, злочинними угрупуваннями, охорона громадського порядку та органів державної влади в м. Києві), а також виконував церемоніальні задачі.

- Болгарська осінь 1949 року

Наказом МДБ СРСР № 00646 від 05.09.1951 р. полк було переформовано на 18 загін внутрішньої охорони.
Наказом МВС СРСР № 00390 від 18.06.1953 р. загін було названо моторизованим, а наказом МВС СРСР № 0090 від 06.02.1954 р. — мотострілецьким.
Наказом МООП УРСР № 004 від 23.04.1960 р. загін було виділено в окремий.
Наказом МВС СРСР № 0055 від 28.11.1968 р. на базі 18 окремого мотострілецького загону внутрішньої охорони було сформовано 290 окремий мотострілецький полк ВВ МВС СРСР.
В 1968 р., в зв'язку з відзначенням 50-річчя внутрішніх військ, полк було нагороджено орденом Червоного Прапора.
- 1970 рік — забезпечує громадський порядок в Одесі, під час ліквідації епідемії холери.
- 1980 рік — полк бере участь у забезпеченні громадського порядку під час проведення Олімпійських ігор.
- 1985 рік — забезпечує охорону громадського порядку в м. Москві під час проведення Всесвітнього форуму молоді та студентів.
- 26.04.1986 року — травень 1987 року — полк бере участь в ліквідації наслідків аварії на Чорнобильській АЕС (охорона громадського порядку, боротьба з мародерством).
- 1988—1991 рік — полк виконує миротворчу місію у Закавказзі.[уточнити]
- 1991 рік — Указом ПВР УРСР № 1465-XII від 30.09.1991 р. полку було включено до складу ВВ МВС України, а потім передано до складу Національної гвардії України, де на його основі було сформовано 1 полк НГУ (в/ч 4101) в м. Києві в складі 1-ї (Київської) дивізії національної гвардії (в/ч 2210), який пізніше став Окремим полком Президента України.